# Cytochemia
Cytochemia – dział biochemii, który się zajmuje składem chemicznym komórki oraz procesami chemicznymi zachodzącymi w komórce. Pozwala na zlokalizowanie związków chemicznych w komórce z wykorzystaniem technik takich jak mikrospalanie, mikrospektrofotometria, autoradiografia, kriomikroskopia elektronowa, mikroanaliza rentgenograficzna i immunohistochemia.
Jej początek, razem z histochemią, datuje się na drugą połowę lat 30. XX w., kiedy opracowano techniki umożliwiające obserwowanie aktywności fosfatazy alkalicznej.